# 聚氮化硫
聚氮化硫，化学式(SN)x，由硫、氮原子相间的链构成。它是第一个被发现可以导电的无机聚合物。它在极低的温度（0.26 K）下会变成超导体。它是一种纤维状固体，颜色取决于样品的方向。它在空气中稳定，不溶于所有溶剂。

## 历史
聚氮化硫于1910年由F.P. Burt发现，他通过在真空中把热的四氮化四硫通过银纤维来获得聚氮化硫。
它是第一个被发现有超导性的非金属化合物，但它很低的超导临界温度（0.3 K）使得将它用作超导体并不实际。

## 性质
聚氮化硫是一种金色、有金属光泽的纤维状晶体。它对氧气和水呈惰性，但会在空气中分解成灰色粉末。聚氮化硫在超过240 °C的温度或是受到撞击时会爆炸。
聚氮化硫的导电性的各向异性极高。在平行于S—N链的方向上，它的导电性良好；而在垂直方向上，导电性则差得多。这种导电性源自S-N链的成键，其中每个硫原子都提供两个π电子，而每个氮原子则提供一个π电子，形成两中心3π电子键。
聚氮化硫有两种同质异形体。直接制备会产生单斜的I相，它可以通过磨削等机械处理转变成正交的II相。

### 结构
聚氮化硫是聚合物，相邻链上的硫原子和氮原子对齐。它的一些共振式如下：
它的结构已通过X射线晶体学研究，其中S-N键长有159 pm和163 pm，S-N-S键角为120 °，N-S-N键角为106 °。

## 合成
聚氮化硫可通过二氮化二硫（S2N2）的聚合反应产生，而二氮化二硫则是由四氮化四硫（S4N4）制备而成的。把四氮化四硫分解成二氮化二硫的反应可以用热的银纤维催化。
S4N4 + 8Ag → Ag2S + 2N2
S4N4 （Ag2S催化） → 2S2N2 （w/ 77K 冷阱） → S2N2
S2N2 （@ 0°C） → 热聚合 → (SN)x

## 用处
由于其导电性，聚氮化硫可用于LED、晶体管、电池阴极和太阳能电池。

## 扩展阅读
King, R.S.P.: Novel chemistry and applications of polythiazyl, Doctoral Thesis Loughborough University 2009, pdf-Download （页面存档备份，存于）